# بول بريغز
بول بريغز (بالإنجليزية: Paul Briggs)‏ مواليد 13 أغسطس 1975 في كرايستشرش، هو ملاكم أسترالي يصنف ضمن فئة الوزن الثقيل.

## إحصائيات
خاض خلال مسيرته 29 نزالا، فاز في 26 ولم يتعادل وخسر في 4. فاز بالضربة القاضية في 18 نزالا.

## روابط خارجية
- بول بريغز على موقع بوكس ريك (الإنجليزية) (registration required)